# Psolos fuligo
Psolos fuligo är en fjärilsart som beskrevs av Paul Mabille 1876. Psolos fuligo ingår i släktet Psolos och familjen tjockhuvuden. Inga underarter finns listade i Catalogue of Life.

## Bildgalleri

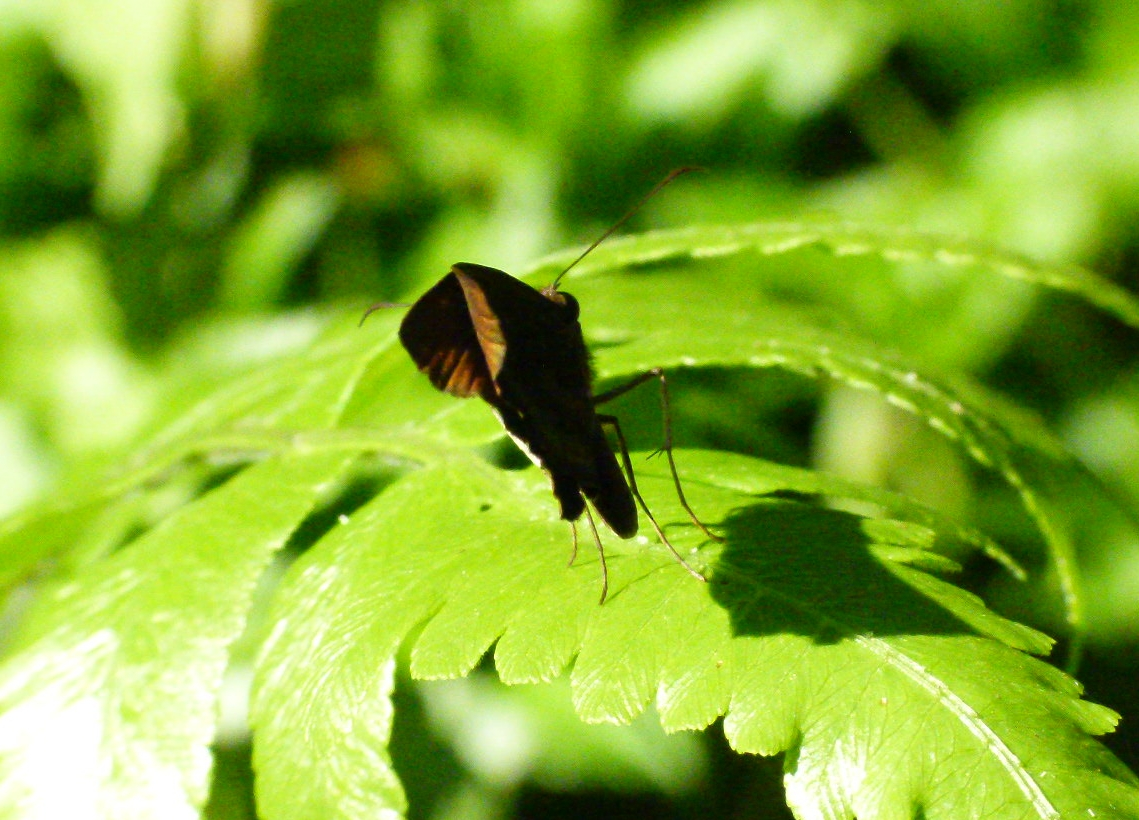
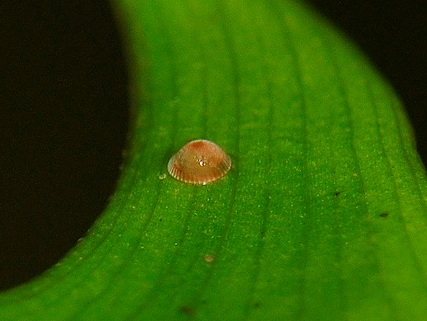
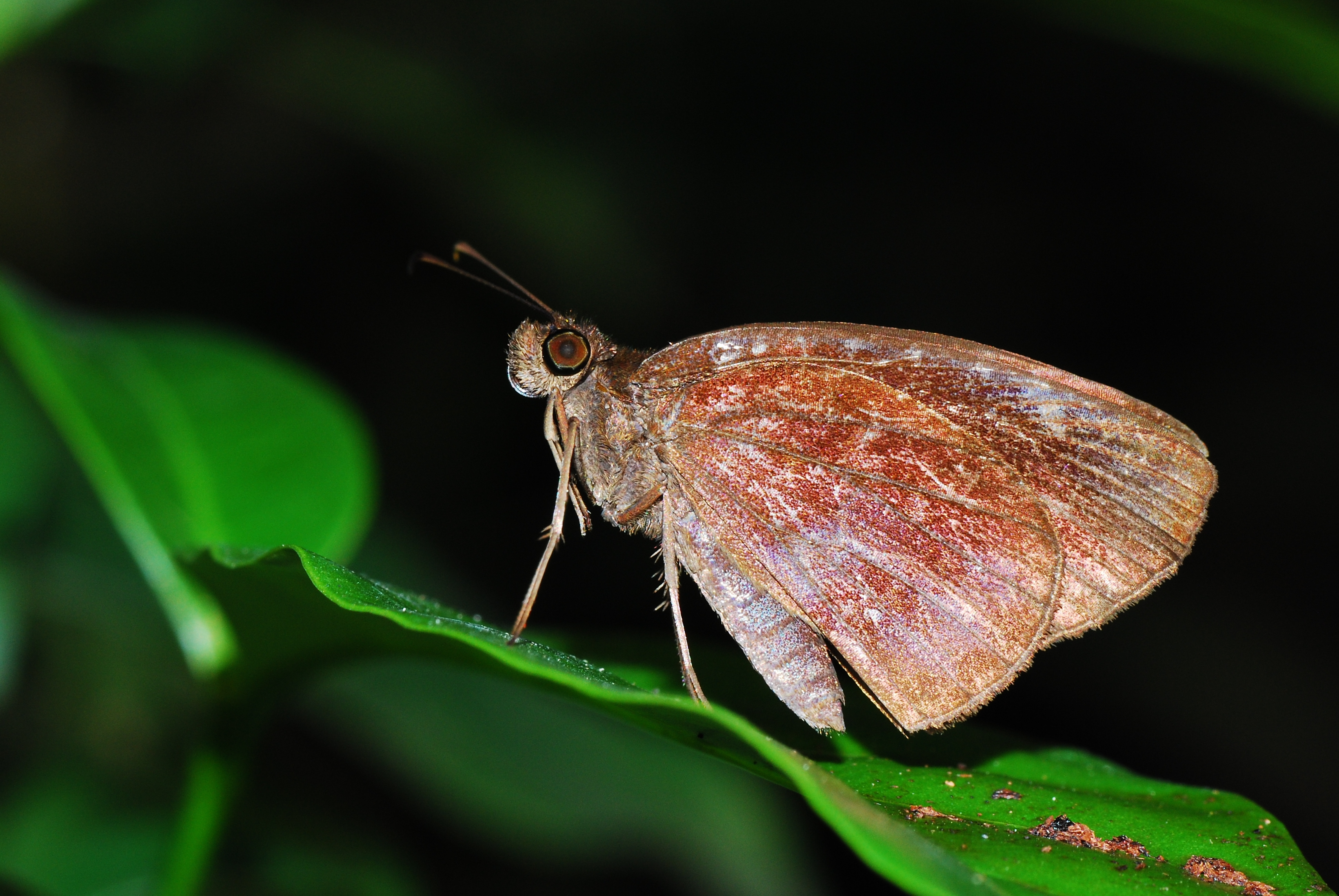
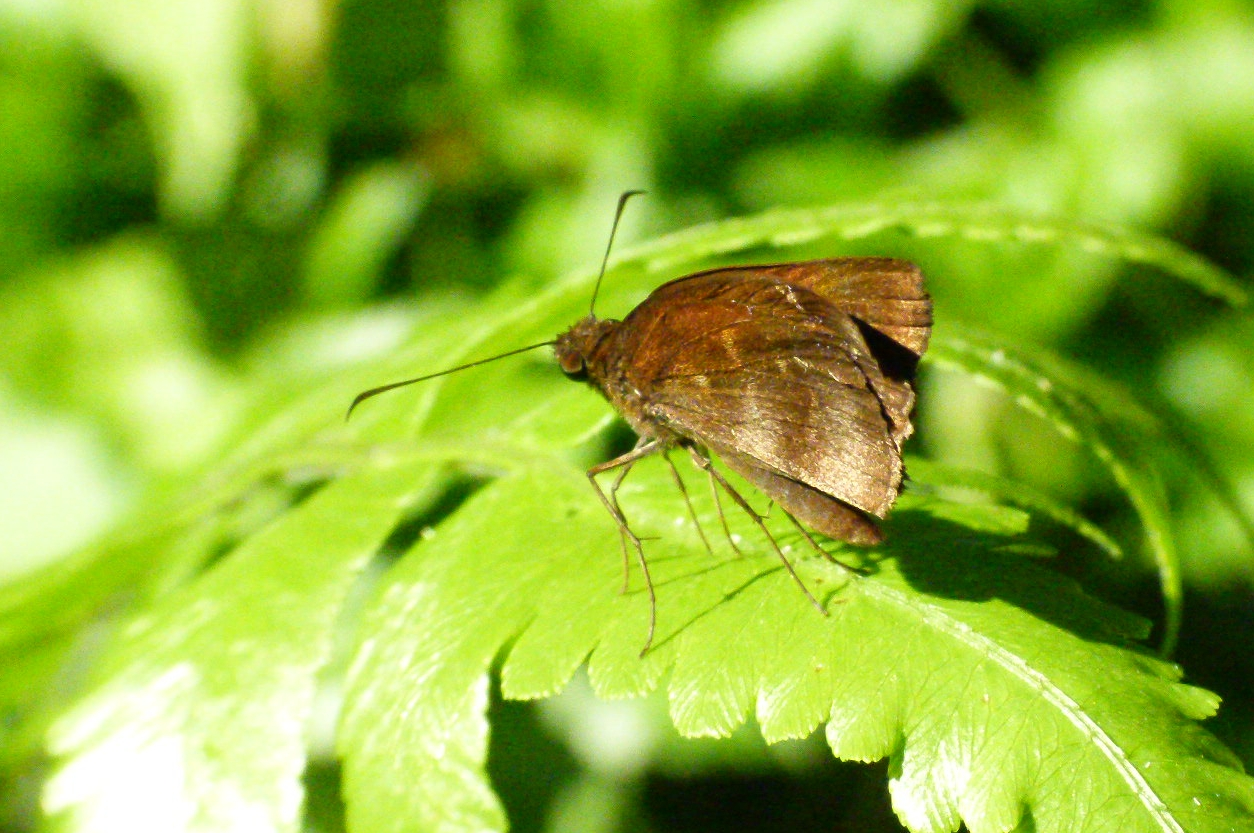
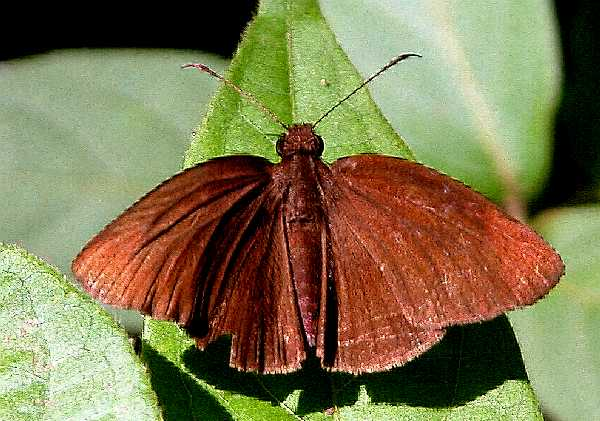
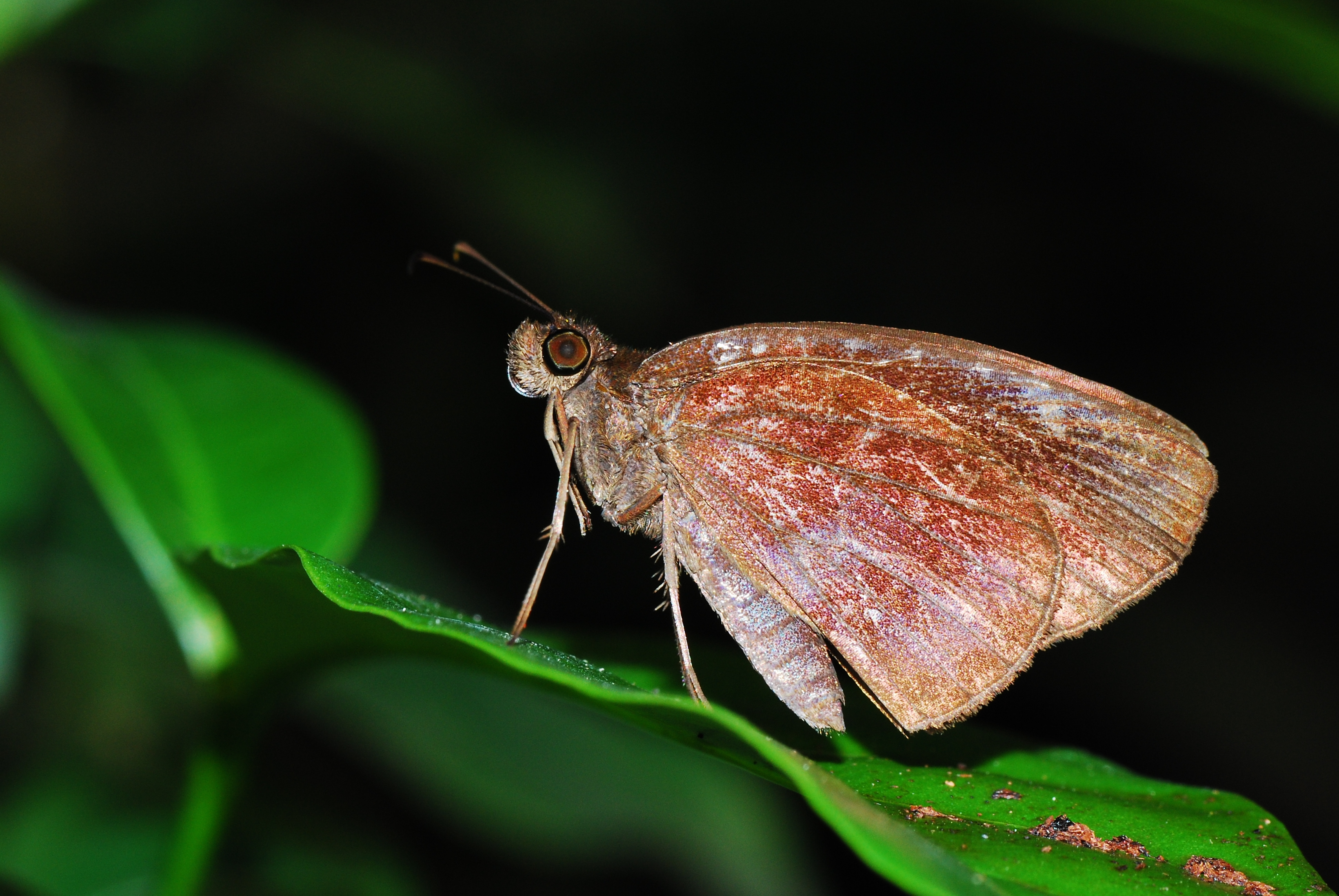